# Pieter Lodewijk Tak
Pieter Lodewijk Tak (Middelburg, 24 september 1848 – Domburg, 26 augustus 1907) was een Nederlands journalist en politicus.
Tak was de zoon van een rentmeester in Middelburg, waar hij na een mislukte rechtenstudie in 1878 buitenlandse overzichten ging schrijven voor de Middelburgsche  Courant. Hij was bevriend met Floor Wibaut, die evenals hij lid was van de Sociëteit Sint-Joris. Beide Middelburgers togen naar de hoofdstad, Tak in 1882. Hij schreef daar voor De Amsterdammer en De Nieuwe Gids. Van dat laatste blad nam hij het financieel beheer over van Frank van der Goes. Na een ruzie begon hij een eigen literair tijdschrift, De Kroniek.

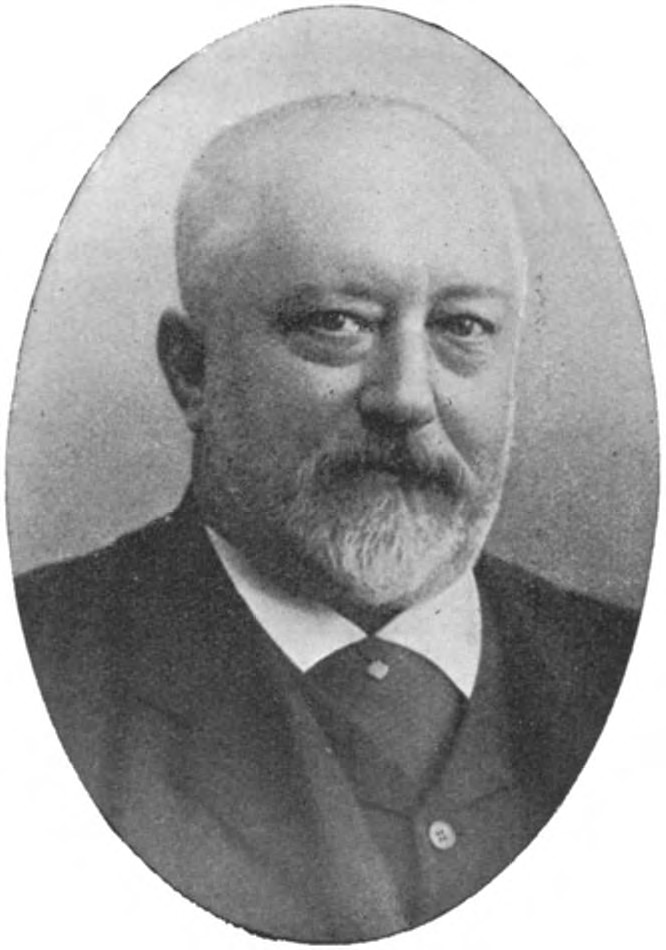
Pieter Lodewijk Tak ca. 1905

Tak was aanvankelijk links-liberaal, aanhanger van Treub. In 1899 werd hij lid van de SDAP, en hij ging werken bij Het Volk. Van de socialistische partijkrant werd hij in 1903 hoofdredacteur, nadat het partijbestuur Pieter Jelles Troelstra uit deze functie had ontheven. In 1905 ontsloeg Tak de journalist Jacob Israël de Haan na de publicatie van diens roman Pijpelijntjes. De homoseksuele tendens in het boek was voor Tak niet aanvaardbaar. Wel maakte hij zich sterk voor vrouwenrechten. Van 1905 tot zijn vroege dood was hij bovendien partijvoorzitter, Kamerlid voor het kiesdistrict Franeker, lid van Provinciale Staten en gemeenteraadslid van Amsterdam.
P.L. Tak richtte in 1901 de woningbouwvereniging De Dageraad op. Deze corporatie noemde een complex woningen in Amsterdam-Zuid in de jaren-1920 naar de oprichter. Dit woningcomplex is beroemd wegens de fraaie architectuur in de stijl van de Amsterdamse School.
Hij stierf in 1907 tijdens een vakantie op het landgoed Duinvliet bij Domburg aan een hartverlamming.
In 1924 werd hij vereeuwigd door een baksteen reliëf Gedenkteken P.L. Tak aan de Pieter Lodewijk Takstraat, Amsterdam-Zuid